# Brzezówka (powiat ropczycko-sędziszowski)
Brzezówka – wieś w Polsce, położona w województwie podkarpackim, w powiecie ropczycko-sędziszowskim, w gminie Ropczyce, w większości na terenie Pradoliny Podkarpackiej. Jedynie południowy, zalesiony skraj wsi leży na  Pogórzu Strzyżowskim, a północny na Płaskowyżu Kolbuszowskim.
W latach 1975–1998 miejscowość należała administracyjnie do województwa rzeszowskiego.
W 1979 wieś została odznaczona przez Radę Państwa Krzyżem Partyzanckim.
W 1992 roku wybudowano w Brzezówce kaplicę pw. bł. Karoliny Kózkówny należącą do parafii św. Mikołaja Biskupa w Lubzinie.

## Części wsi
| SIMC    | Nazwa      | Rodzaj    |
| ------- | ---------- | --------- |
| 0659621 | Kąty       | część wsi |
| 0659638 | Pogorzałki | część wsi |
| 0659650 | Potoki     | osada     |
| 0659644 | Zakościele | część wsi |

## Historia
W nocy z 12 na 13 lipca 1943 żołnierze Wehrmachtu przy udziale żandarmerii niemieckiej spacyfikowały wieś. W wyniku niemieckiej akcji śmierć poniosło 12 osób i spłonęły dwa gospodarstwa.

## Przemysł
- Kopalnia ropy naftowej i gazu ziemnego
- Zakład odzieżowy „Hunter”
- Wytwórnia Makaronu
- Producent kontenerów „Weldon”[11]

## Znane osoby związane z wsią
- Stanisław Dydo - syn kierownika miejscowej szkoły powszechnej, żołnierz Armii Krajowej, jeden z czołowych działaczy Zrzeszenia „Wolność i Niezawisłość”